# Antonio Geremia Pesce
Antonio Geremia Pesce CP, auch Anthony Jeremiah Pesce, (* 2. August 1908 in Rocche di Molare (Gemeinde Molare); † 20. Dezember 1971) war ein italienischer Ordensgeistlicher und römisch-katholischer Bischof von Dodoma.

## Leben
Antonio Geremia Pesce trat der Ordensgemeinschaft der Passionisten bei und empfing am 24. September 1932 das Sakrament der Priesterweihe.
Am 10. Mai 1951 ernannte ihn Papst Pius XII. zum Titularbischof von Caesarea in Bithynia und zum Apostolischen Vikar von Dodoma. Der Bischof von Bergamo, Adriano Bernareggi, spendete ihm am 15. Juli desselben Jahres die Bischofsweihe; Mitkonsekratoren waren der Bischof von Agrigent, Giovanni Battista Peruzzo CP, und der Bischof von Acqui, Giuseppe Dell’Omo.
Pesce wurde am 25. März 1953 infolge der Erhebung des Apostolischen Vikariats Dodoma zum Bistum erster Bischof von Dodoma. Antonio Geremia Pesce nahm an der ersten, zweiten und dritten Sitzungsperiode des Zweiten Vatikanischen Konzils teil.